# ニチアジン
ニチアジン（英：Nithiazine）はニトロメチレン系ネオニコチノイド系殺虫剤である。眼や皮膚を刺激し、哺乳類には中程度の毒性がある。
ニチアジンはアセチルコリンエステラーゼ阻害剤としては作用しない。